# Paranemastoma
Genre
Synonymes
- Dromedostoma Kratochvíl, 1958
- Buresiolla Kratochvíl, 1958

Paranemastoma est un genre d'opilions dyspnois de la famille des Nemastomatidae.

## Distribution
Les espèces de ce genre se rencontrent en Europe et en Asie de l'Ouest.

## Liste des espèces
Selon World Catalogue of Opiliones (31/05/2025) :
- Paranemastoma aeginum (Roewer, 1951)
- Paranemastoma amseli (Roewer, 1951)
- Paranemastoma amuelleri (Roewer, 1951)
- Paranemastoma ancae Avram, 1973
- Paranemastoma armatum (Kulczynski, 1909)
- Paranemastoma aurigerum (Roewer, 1951)
- Paranemastoma aurosum (Koch, 1869)
- Paranemastoma bacurianum (Mkheidze, 1959)
- Paranemastoma beroni Mitov, 2011
- Paranemastoma bicuspidatum (Koch, 1834)
- Paranemastoma bolei (Hadži, 1973)
- Paranemastoma brevipalpatum (Roewer, 1951)
- Paranemastoma bureschi (Roewer, 1926)
- Paranemastoma caporiaccoi (Roewer, 1951)
- Paranemastoma carneluttii (Hadži, 1973)
- Paranemastoma corcyraeum (Roewer, 1917)
- Paranemastoma emigratum (Roewer, 1959)
- Paranemastoma ferkeri (Roewer, 1951)
- Paranemastoma filipes (Roewer, 1919)
- Paranemastoma gostivarense (Hadži, 1973)
- Paranemastoma graecum (Giltay, 1932)
- Paranemastoma ikarium (Roewer, 1951)
- Paranemastoma ios (Roewer, 1917)
- Paranemastoma iranicum Martens, 2006
- Paranemastoma kaestneri (Roewer, 1951)
- Paranemastoma kalischevskyi (Roewer, 1951)
- Paranemastoma karolianum Çorak Öcal, Bayram, Yigit & Sancak, 2017
- Paranemastoma kochii (Nowicki, 1870)
- Paranemastoma longipalpatum (Roewer, 1951)
- Paranemastoma longipes (Schenkel, 1947)
- Paranemastoma macedonicum (Hadži, 1973)
- Paranemastoma machadoi (Roewer, 1951)
- Paranemastoma mackenseni (Roewer, 1923)
- Paranemastoma montenigrinum (Nosek, 1904)
- Paranemastoma monticola Babalean, 2011
- Paranemastoma multisignatum (Hadži, 1973)
- Paranemastoma nigrum (Hadži, 1973)
- Paranemastoma perfugium (Roewer, 1951)
- Paranemastoma quadripunctatum (Perty, 1833)
- Paranemastoma radewi (Roewer, 1926)
- Paranemastoma roeweri Starega, 1978
- Paranemastoma santorinum (Roewer, 1951)
- Paranemastoma senussium (Roewer, 1951)
- Paranemastoma sillii (Herman, 1871)
- Paranemastoma sketi (Hadži, 1973)
- Paranemastoma spinosulum (Koch, 1869)
- Paranemastoma superbum Redikortsev, 1936
- Paranemastoma thessalum (Simon, 1885)
- Paranemastoma titaniacum (Roewer, 1914)
- Paranemastoma umbo (Roewer, 1951)
- Paranemastoma werneri (Kulczynski, 1903)

## Systématique et taxinomie
Ce genre a été décrit par Redikortsev en 1936 dans les Nemastomatidae. Il est placé en synonymie avec Nemastoma par Roewer en 1951. Il est considéré comme un sous-genre de Nemastoma par Mcheidze en 1959. Il est élevé au rang de genre par Staręga en 1976.
Dromedostoma a été placé en synonymie par Staręga en 1966.
Buresiolla a été placé en synonymie par Staręga en 1976.

## Publication originale
- Redikortsev, 1936 : « Материалы к фауне Опилионес СССР - Materialy k faune Opiliones SSSR - Beiträge zur Opilioniden-Fauna von U.S.S.R. » Proceedings of the Zoological Institute of the Russian Academy of Sciences, vol. 3, p. 33–57.